# Energieversorgungssystem (Satellit)
Als Energieversorgungssystem oder Bordenergieversorgung eines Satelliten werden alle Systeme zur Erzeugung, Umwandlung, Speicherung- und Verteilung von Energie an Bord von Satelliten bezeichnet. Im Englischen wird es Electric power/distribution subsystem (EPS oder EPDS) genannt.

## Überblick
Mit Energie ist vorrangig elektrische Energie zur Versorgung der Steuerungs- und Regelungssysteme, sowie der Nutzlast (zum Beispiel Sensorik, Empfangs- und Sendeelektronik) und weiterer Subsysteme (zum Beispiel auch von elektrischen Antriebssystemen und der Lebenserhaltungssysteme bei bemannten Satelliten) gemeint. Die Heizung und Kühlung (zum Beispiel von Sensorik und Bordelektronik) wird zwar häufig vom elektrischen System gespeist, wird aber als eigenständiges Temperaturkontrollsystem realisiert.
Bei den meisten Satelliten wird die Energieversorgung durch Solarzellen mit Unterstützung durch Sekundärzellen (Akkumulatoren oder Brennstoffzellen) realisiert, wenn im erdnahen Raum ausreichende Helligkeit der Sonne vorhanden ist. Bei kurzen Einsatzzeiten oder Missionen, bei denen ein Einsatz von Solarzellen nicht möglich ist (zum Beispiel Wiedereintritts- oder Landemissionen), sowie beim Start kann die Energie auch durch Batterien (Primärzellen) oder Brennstoffzellen geliefert werden. Bei Satelliten, die sich von der Sonne weiter entfernen und so das Angebot an Strahlungsenergie zu gering ist oder bei denen Solarzellen nicht die benötigte Leistung liefern können, werden auch Kernenergieanlagen zum Beispiel in Form der gegenüber von anderen Bauformen erheblich kleineren Radioisotopengeneratoren verwendet.
Die eingesetzten Energieversorgungssysteme sind dabei so ausgelegt, dass sie in allen Betriebszuständen (beim Start, im Normalbetrieb mit an- und abgeschalteten Nutzlastsystemen, bei Bahnänderungen, ...) den Energiebedarf des Satelliten decken können. Dabei müssen durch Redundanz und entsprechendes Design auch Fehlerbedingungen und Fehlfunktionen berücksichtigt werden. Wie meist in der Raumfahrt stehen die Energieversorgungssysteme dabei im Zielkonflikt zwischen Energiebedarf, Zuverlässigkeit und Kosten (zum Beispiel auch in Form von Gewicht und Größe).

## Funktionsweise
Die Energieversorgung eines Satelliten besteht normalerweise aus vier Teilen (Subsystemen). Dies sind Energieerzeugung, Energieumwandlung bzw. -aufbereitung, Energiespeicherung mit der entsprechenden Lade- und Entladeelektronik sowie Energieverteilung. Diese Systeme müssen nicht zwingend vorhanden sein, da zum Beispiel bei Einsatz von Kernenergie oder reinen Primärzellen als Energiequelle ein zusätzlicher Energiespeicher nicht notwendig ist. Auch der gegenteilige Fall kann eintreten, wenn das System aus Sicherheitsgründen redundant ausgelegt wurde (zum Beispiel eine Notenergieversorgung mit Primärzellen zusätzlich verbaut ist) oder für einige Subsysteme des Satelliten (zum Beispiel den Apogäumsmotor) eine dem Subsystem angepasste eigenständige Energieversorgung (zum Beispiel wiederum in Form von Primärzellen) eingesetzt wird.

## Energieerzeugung und -umwandlung
Grundsätzlich unterscheidet man die Energieerzeugung anhand des primären Energieträgers. Dies können externe Energiequellen wie die Sonnenstrahlung oder die Feldenergie magnetischer Felder (Sonne oder Planeten) sein. Es können aber auch interne Energieträger wie chemische Energieträger und Kernbrennstoffe sein. Der Vorteil externer Energieträger ist, dass die entsprechenden Treibstoffe nicht mitgeführt werden müssen. Der Nachteil ist meist die begrenzte Leistungsfähigkeit bzw. Verfügbarkeit.
Die Umwandlung der zur Verfügung stehenden Primärenergie erfolgt entweder direkt (wie zum Beispiel bei Solarzellen, Primärzellen oder Brennstoffzellen), kann aber auch indirekt über die Erzeugung von Wärme erfolgen, was jedoch bisher nur bei Kernenergieanlagen verwendet wurde. Dabei kann die entstehende Wärme wie bei konventionellen auf der Erde installierten Anlagen über Turbinen oder MHD-Generatoren in Strom umgewandelt werden, wobei jedoch geschlossene Kreisläufe (ähnlich wie beim Primärkreislauf von Kernenergieanlagen) verwendet werden müssen, da bei Satelliten natürlich keine beliebig große Menge an Kühlmittel zur Verfügung steht.

### Chemische Energie

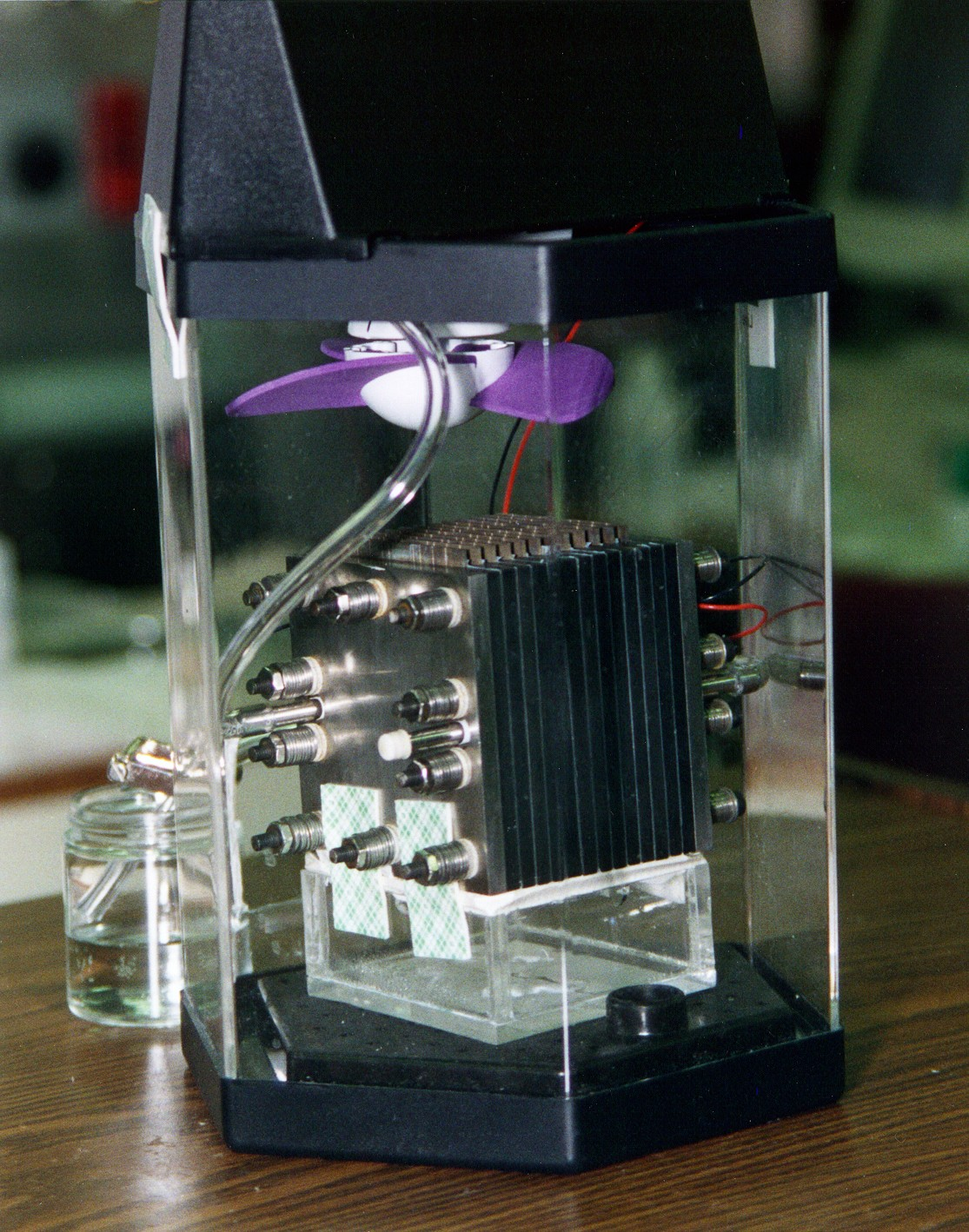
Brennstoffzelle der NASA

Die Erzeugung von elektrischer Energie durch die Reaktion von chemischen Verbindungen ist in Form von Batterien (genauer Primärzellen) landläufig bekannt. In der Satellitentechnik kommen zusätzlich auch Brennstoffzellen (zum Beispiel im Space Shuttle) zum Einsatz. Primärzellen werden häufig zur Reserve- und Notfallenergieversorgung, aber auch für kurzfristige Missionen (zum Beispiel Lunar Roving Vehicle) oder der Versorgung der Systeme der Trägerrakete oder des Apogäumsmotors verwendet. Dabei kommen häufig Silberoxid-Zink- (früher auch Quecksilberoxid-Zink-), Lithium-Thionylchlorid-, Lithium-Schwefeldioxid- und Lithium-Kohlenstoffmonofluorid-Batterien zum Einsatz. Teilweise werden auch Thermalbatterien verwendet. Sekundärzellen (Akkumulatoren) dienen eher der Energiespeicherung (siehe unten).

### Sonnenenergie

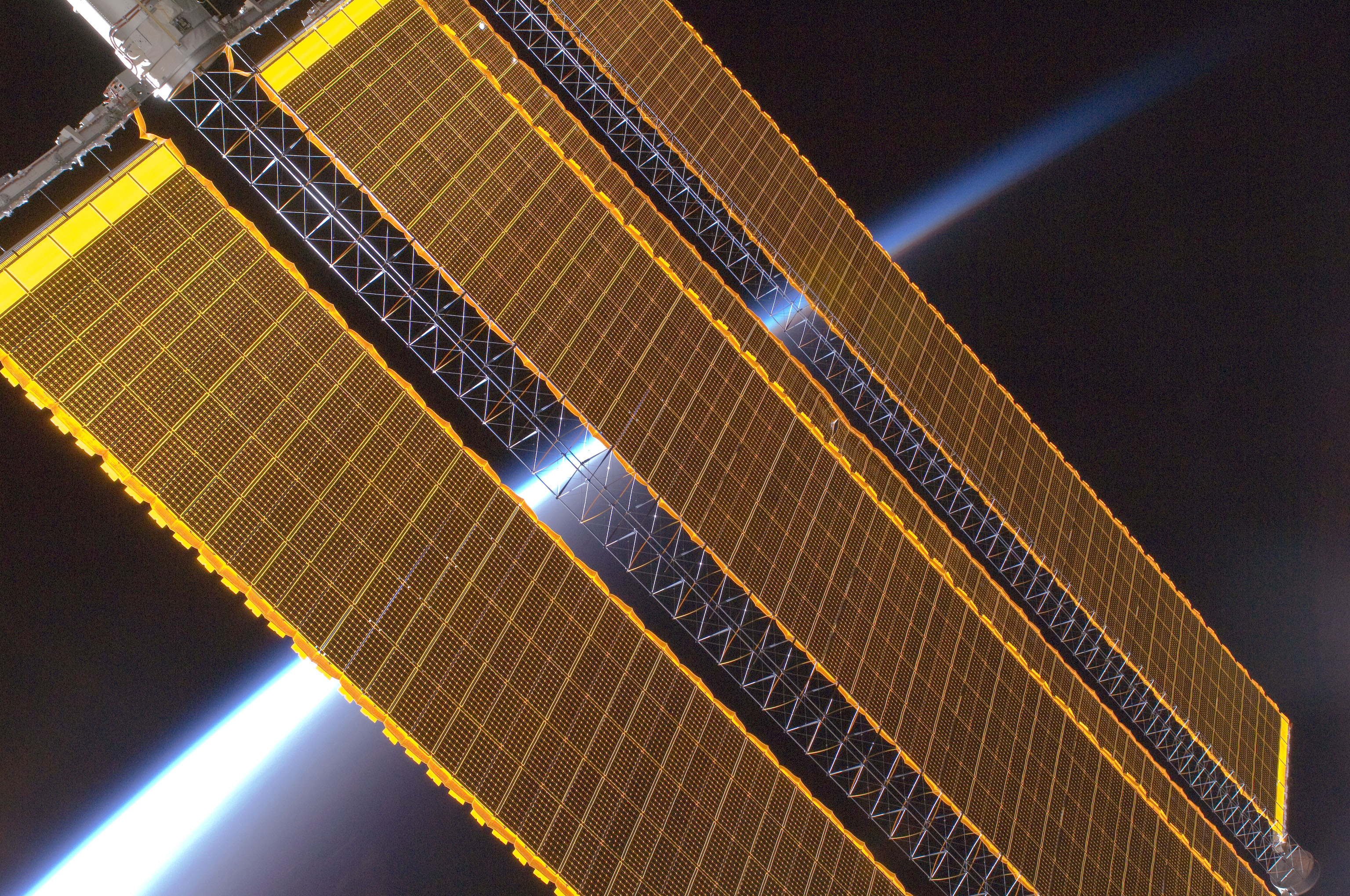
Solarzellenpaneele der ISS

Sonnenenergie ist die am häufigsten verwendete Energiequelle bei Satelliten. Praktisch alle geostationären und die meisten Forschungssatelliten verwenden Solarmodule zur Energieversorgung. Diese wandeln das eintreffende Sonnenlicht durch den Sperrschichtfotoeffekt direkt in elektrischen Strom um. Der erste Satellit der diese Technik nutzte war Vanguard 1, welcher am 17. März 1958 gestartet wurde. Die meist verwendeten Typen sind monokristalline Einschicht-Siliziumzellen (auch High-Eta-Zellen mit strukturierter Oberfläche) und Mehrschicht-Galliumarsenidzellen, wobei erstere vor allem sichtbares Licht, letztere auch Licht aus dem Infrarot und UV-Spektrum verwerten und so höhere Wirkungsgrade erreichen. Diese liegen am Anfang ihrer Lebenszeit bei 12 bis 14 % bei Siliziumzellen und etwa 25 % bei den Galliumarsenidtypen. Der Wirkungsgrad ist dabei jedoch nicht konstant. So sinkt er unter dem Einfluss der von der Sonne ausgehenden energiereichen (Partikel-)Strahlung und besonders stark mit steigender Temperatur, die durch Sonneneinstrahlung zu einer Betriebstemperatur zwischen 60 °C und über 100 °C führen kann. Zusätzlich verschlechtern sich die Leistungswerte durch ebendiese Einflüsse im Laufe der Zeit (was Degradation genannt wird) um eine Größenordnung von bis zu 30 % bei Siliziumzellen und 13 % bei Galliumarsenidzellen bei einer Lebensdauer von 15 Jahren. Dieser Effekt muss bei Satelliten, die sich der Sonne nähern, entsprechend berücksichtigt werden. Weiterhin müssen auch Einflüsse durch Mikrometeoriten sowie Materialermüdung durch Temperaturschwankungen (bei Ein-/Austritt in Schattenbereiche bzw. Ausrichtungsänderungen) berücksichtigt bzw. vermieden werden.
Durch den Partikelstrom der Sonne (vor allem bei Sonnenstürmen) tritt noch ein weiterer Effekt auf, der bei der Konstruktion von Solarzellenauslegern berücksichtigt werden muss. So lädt sich die Oberfläche des Satelliten elektrostatisch auf, was zu Potentialunterschieden von mehreren hundert Volt zwischen benachbarten Oberflächen mit einer Geschwindigkeit von mehreren Volt pro Sekunde (zum Beispiel Vorder- und Rückseite der Solarzellen) führt. Durch diese kann es zu elektrischen Entladungen und zu Beschädigungen an den Solarzellen kommen. Durch eine entsprechende Konstruktion muss vor allem ein Kurzschluss (sekundärer Lichtbogen) von Solarzellen durch das bei den (primären) elektrischen Entladungen herausgeschlagene Material sichergestellt werden.
Die Solarzellen selbst werden entweder direkt auf der Oberfläche der Satelliten montiert (zum Beispiel bei spinstabilisierten Satelliten oder Satelliten mit geringem Energiebedarf) oder als entfalt- oder entrollbare Arrays ausgelegt. Arrays sind meist voll drehbar in der Entfaltungsachse ausgelegt, um sie der Sonneneinstrahlung nachführen zu können. Das Strukturgewicht dieser liegt in der Größenordnung von 100 Watt/kg, wobei auch die entsprechenden Entfaltungs- und Nachführmechanismen, sowie die prinzipbedingt notwendigen Energiespeicher bei Gewicht und Zuverlässigkeit zu berücksichtigen sind. Die erreichbare Leistung hängt von der Größe und dem Wirkungsgrad der Solarzellenarrays ab und lässt sich aus diesen Werten und der Solarkonstante von etwa 1,37 kW pro m2 errechnen. Sie liegt im Bereich von wenigen Watt bei kleineren Satelliten, über 10 kW bei großen Kommunikationssatelliten und über 100 kW bei der ISS.
Neben Solarzellen wurden seit der Pionierzeit der Raumfahrt auch immer wieder solardynamische Anlagen für große Leistungen geplant. Das Funktionsprinzip gleicht bei diesen dem von irdischen Kraftwerken, wobei jedoch anstelle von primären Energieträgern (Kohle, Öl) das mit Hilfe von Spiegeln gebündelte Sonnenlicht für die Erhitzung und Verdampfung der Arbeitsmaterialien (zum Beispiel wäre Xenon, Quecksilber oder Rubidium möglich) und anschließende Energiegewinnung durch Wärmekraftmaschinen (Turbinen, Generator, Rekuperator, Kühler und Radiator) verwendet wird. Dabei kommt das physikalische Prinzip des Kreisprozesses wie Stirling-, Brayton- oder Rankine-Prozess zum Einsatz. Auch der Einsatz von MHD-Generatoren wäre denkbar. Trotz theoretischer Vorteile bei größeren Anlagen wurden solardynamische Anlagen bisher noch nicht zur Energieversorgung von Satelliten und Raumschiffen verwendet.

### Kernenergie

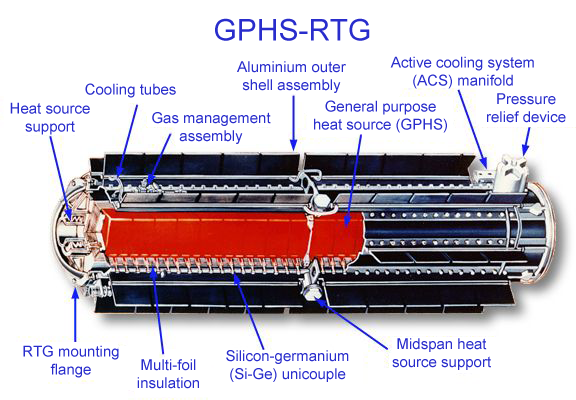
Schnittbild durch einen General-Purpose-Heat-Source-RTG (GPHS) der Raumsonde Cassini-Huygens

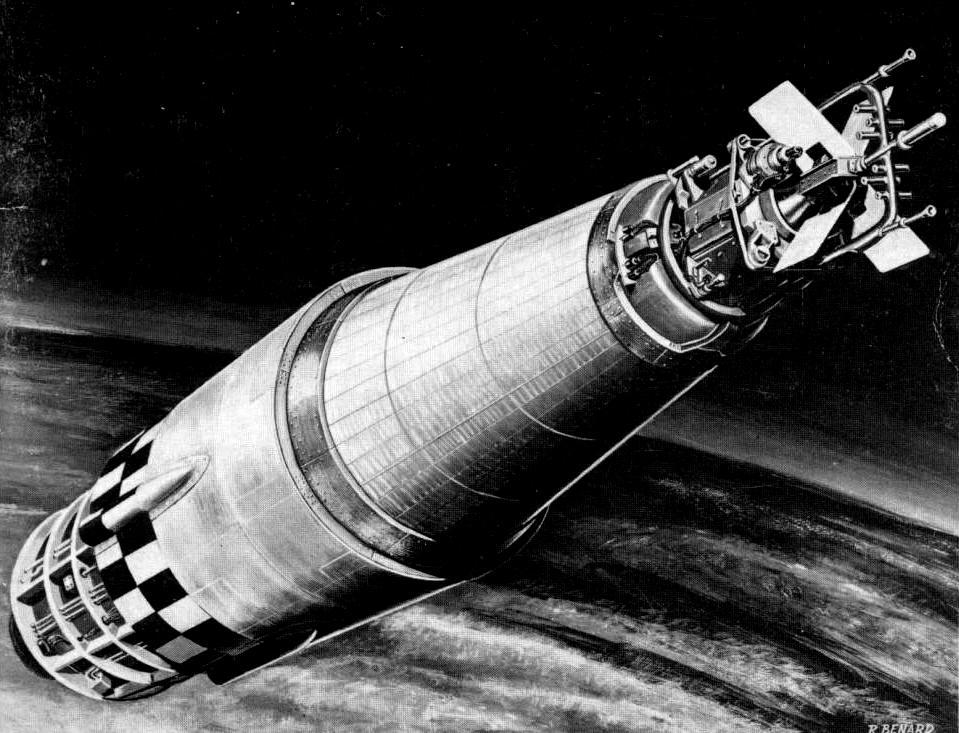
Testsatellit Snapshot mit Kernreaktor

Kernenergie als Primärenergieträger wird vor allem bei Satelliten eingesetzt, die sich von der Sonne weiter entfernen oder bei denen Solarzellen nicht die benötigte Leistung liefern können oder aufgrund ihrer Abmessungen und Eigenschaften nicht praktikabel sind. Vorteile sind ihre hohe Zuverlässigkeit, lange Lebensdauer und kompakten Ausmaße. Ihre Nachteile sind die notwendige Abschirmung der ionisierenden Strahlung und vor allem das Akzeptanzproblem (siehe dazu auch Kosmos 954) von Kernenergieanlagen, die aus Sicherheitsgründen so ausgelegt sein müssen, dass sie eine Explosion der Trägerrakete oder einen Absturz überstehen.
Wie bei den Solarzellen werden die eingesetzten Anlagen in Systeme mit direkter Energieumwandlung (statische Systeme) und indirekter Energieumwandlung (dynamische Systeme) eingeteilt. Wie bei den Solarzellen sind jedoch dynamische Systeme (deren Arbeitsprinzip dem von irdischen Atomkraftwerken jedoch mit Kreisprozessen ähnelt) bisher nicht eingesetzt worden.
Es werden heute hauptsächlich statische Systeme wie die gegenüber von anderen Bauformen erheblich kleineren, leichteren und einfacher aufgebauten Radioisotopengeneratoren (RTGs) auf Basis des Seebeck-Effekts verwendet. Diese besitzen eine Wirkungsgrad von etwa 5 bis 10 %, ein Gewicht von 10 bis etwa 100 kg und kommen im Leistungsbereich von bis zu 1 kW elektrischer Leistung zum Einsatz. Zum Teil können diese Systeme auch zur Temperaturregelung der Sonden eingesetzt werden. Beispiele für RTGs sind die SNAP-Systeme von Ulysses, Galileo oder Voyager und einiger Pioneer-Raumsonden. Der erste Raumflugkörper mit einem Radioisotopengenerator war der Satellit Transit 4A, welcher am 29. Juni 1961 gestartet wurde.
In einigen Fällen, wie dem amerikanischen Testsatellit Snapshot und in den russischen RORSAT-Satelliten, wurden anstelle der Radioisotopengeneratoren echte Kernreaktoren eingesetzt, welche mit thermoelektrischen (RORSAT) oder thermoionischen (TOPAZ) Energiewandlern arbeiteten. Diese besitzen einen Wirkungsgrad von bis zu 25 %, eine elektrische Leistung von bis zu 100 kW und einen wesentlich komplexeren Aufbau sowie größere Abmessungen. Sie werden für Tiefraumsonden mit elektrischem Raketentriebwerk wieder diskutiert.

### Weitere Energieversorgungssysteme
Prinzipiell sind auch noch weitere Arten der Energieversorgung von Satelliten und Raumsonden möglich. So kann auch das Magnetfeld von Planeten zur Erzeugung von elektrischem Strom genutzt werden. Diese auch elektromagnetische Tether genannten Systeme basieren auf der Induktion in kilometerlangen elektrischen Leitern. Solche Systeme wurden schon bei den Space Shuttle Flügen STS-46 und STS-75 getestet. Noch exotischere Vorschläge sind die Versorgung von Satelliten von der Erde aus per Kabel (siehe Weltraumlift) oder per Laserstrahl, sowie die Nutzung der Fotosynthese (Pflanzenzucht) in riesigen Raumstationen.

## Energiespeicherung

Vergleich von Leistungs- und Energiedichte einiger Energiespeicher

Außer bei Sonden für spezielle Aufgaben, wie Tiefraumsonden, bei denen Kernenergie kontinuierlich Strom liefert, sind bei mit Solarzellen ausgerüstete Satelliten Energiespeicher zwingend notwendig, um bei unzureichender Sonneneinstrahlung die Energieversorgung des Satelliten aufrechterhalten zu können. Dies kann durch Abschattung des Satelliten (zum Beispiel durch die Erde, was bei normalen erdnahen Flugbahnen regelmäßig der Fall ist) oder durch falsche Ausrichtung der Solarzellen in Richtung der Sonne (zum Beispiel bei Steuerungsfehlern) der Fall sein. Auch beim Start des Satelliten, bei dem die Solarzellen meist aus Platzgründen in gefalteter Form transportiert werden, müssen Primärbatterien oder Energiespeicher die Versorgung bis zur Entfaltung der Solarzellen übernehmen.
Als Energiespeicher werden meist Sekundärzellen (Akkumulatoren) eingesetzt. Seltener werden auch Brennstoffzellen (zum Beispiel beim Space Shuttle) oder auch Schwungräder verwendet, wobei als Vorteil gelten kann, dass bei ersteren die Versorgung auch aus dem Treibstoffvorrat des Raumschiffes und bei letzterem dieses auch zur Stabilisierung des Satelliten dienen kann. Zu beachten ist, dass die eingesetzten Energiespeicher bei erdnahen Bahnen im Laufe der (zum Teil mehrjährigen) Lebenszeit eines Satelliten bis zu mehreren zehntausend Lade- und Entladevorgänge überstehen müssen. Weiterhin müssen ihre Parameter (wie Kapazität, Spannung, zulässiger Ladestrom bzw. Ladekurve, Innenwiderstand, ...) so ausgelegt werden, dass sie auch am Ende der Lebenszeit den Bedarf der Satellitensysteme decken können und dafür durch Ladeelektronik und Energiequelle immer einen dafür ausreichenden Ladezustand besitzen.
Als Sekundärzellen werden hauptsächlich Nickel-Cadmium-, Nickel-Wasserstoff- und die ab den 2000er Jahren häufiger werdenden Lithium-Ionen-Akkumulatoren eingesetzt. Die Lebenszeit der Akkumulatoren hängt außer von der Einsatzzeit (Kalenderlebensdauer bzw. Lagerlebensdauer), vor allem von Anzahl der Ladezyklen, der Entladetiefe und dem Entladestrom ab. Dabei sinken in Abhängigkeit von diesen Werten die Nennkapazität und die Nennspannung im Laufe der Zeit, während der Innenwiderstand der Zellen steigt. Allerdings kann der Betrieb außerhalb der spezifizierten Einsatzparameter (Temperatur, max. Entladestrom, Tiefentladung oder Überladung) die Lebensdauer der Akkumulatoren stark verkürzen oder sogar zu deren Zerstörung (zum Beispiel Explosionsgefahr bei Lithium-Ionen-Zellen bei Überladung) führen, was durch entsprechende Schutzmaßnahmen bzw. -schaltungen verhindert werden muss. Da die Akkumulatoren aus mehreren Zellen in Reihen- und/oder Parallelschaltung bestehen, müssen die Ladegeräte und Ladeverfahren so ausgelegt werden, dass die Parameter bei allen Zellen eingehalten werden (siehe Balancer). Die Nennspannung der Akkumulatoren reicht je nach Einsatzzweck von 1,25 bis zu etwa 300 Volt und Kapazitäten im Bereich von Milliamperestunden bis zu mehr als 400 Ah (zum Beispiel beim Hubble-Weltraumteleskop).

## Energieverteilung
Das Energieverteilungssystem ist eine Elektronikkomponente, die für die Bereitstellung und Verteilung der Energie (Spannungsversorgung) zwischen primären und sekundären Energielieferanten (Solarzellen, RTGs, Energiespeicher, ...) und den Energieabnehmern (Nutzlast, Ladegerät für den Energiespeicher, Satellitenbus mit Thermalkontrolle, Steuerungssystemen, ..., aber auch Lastbänke für überschüssige Energie) sorgt. Sie übernimmt außerdem Überwachungs-, Regelungs- und Sicherungsaufgaben, so dass sowohl im Normalbetrieb als auch im Fehlerfall abhängig von der zur Verfügung stehenden Energiemenge und dem aktuellen Betriebszustand die einzelnen Verbraucher versorgt oder abgeschaltet werden können. Dementsprechend muss das System entsprechend flexibel, fehlertolerant und robust (auch gegenüber radioaktiver Strahlung) ausgelegt sein.
Das Energieverteilungssystem stellt meist mehrere Spannungspegel (zum Beispiel ±5, ±12 und +28 Volt) für die einzelnen Verbraucher zur Verfügung, die je nach Anforderung stabilisiert und geglättet sein können. Man unterscheidet dabei zwischen geregelten (BR), ungeregelten (BNR), semigeregelten (BSR) und hybriden (BH) Bordnetzen. Unter einem ungeregelten Bordnetz ist dabei Versorgung des Bordnetzes direkt von den eingebauten Akkumulatoren gemeint, wobei der Ladezustand dieser die Spannung im Bordnetz bestimmt und die Verbraucher mit einer entsprechend schwankenden Versorgungsspannung zurechtkommen müssen. Die Eingangsspannung der Solarzellen (und damit die Ladespannung bzw. -strom der Akkumulatoren) wird (entgegen dem Namen) bei diesem Verfahren aber dennoch durch entsprechende Regler begrenzt. Der Vorteil dieses Verfahrens ist der einfache Aufbau des Systems und die Eignung für schwankende und impulsartige Lasten, was mit der schwankenden Versorgungsspannung und dem Risiko eines dauerhaften Zusammenbruchs des Bordnetzes (Power-Lockup) durch Betrieb der Solarzellen unter ungünstigen Betriebsbedingungen (praktisch Kurzschluss der Solarzellen durch zu niedrigen Ladezustand der Batterien) erkauft wird. Bei geregelten Bordnetzen wird die Bordspannung über entsprechende Regler aus Batterie und Solarzellen gewonnen. Bei einem semigeregelten Bordnetz erfolgt diese Regelung nur, wenn die Solarzellen ausreichend Strom liefern. Bei einem Hybridbus stehen sowohl geregelte als auch ungeregelte Bordspannungen (Planes, Sektionen) zur Verfügung. Die Regelung selbst erfolgt bei allen Verfahren per Inverter, Konverter, Lastbank oder Spannungsregler. Bei Solarzellen als Energielieferanten unterscheidet man noch zwischen direktem oder indirektem Energietransfer, wobei bei ersterem die Solarzellen direkt ihre Spannung in den Versorgungsbus einspeisen und bei letzterem über einen Gleichstromsteller (DC-DC-Umsetzer) nach dem Maximum Power Point Tracking Prinzip.
Als Ausgangsspannungspegel für die Systeme haben sich abhängig von der Leistung 28 V (bis 3,5 kW), 50 oder 65 V (bis etwa 10 kW) und etwa 100 V (bei mehr als 10 kW, zum Beispiel bei der ISS) bei geregelten Bordnetzen und 28 V (bis 2 kW) und 35 oder 42 V (über 2 kW) bei ungeregelten Bordnetzen etabliert.

## Beispiele
| Name            | Typ                       | Versorgungssystem                               | Leistung                                              | Missionsdauer  | Bemerkung                                      |
| --------------- | ------------------------- | ----------------------------------------------- | ----------------------------------------------------- | -------------- | ---------------------------------------------- |
| VEGA            | Trägerrakete              | Batterien                                       | 1. Stufe: 48 Ah 2. Stufe: 24 Ah 3. Stufe: 8 Ah        | Minuten        |                                                |
| Space Shuttle   | Trägerrakete              | 3 Brennstoffzellen 3 Nickel-Cadmium-Akku. 3 APU | 3 × 12 kW 3 × 10 Ah 3 × 5 kW (kurzzeitig max. 100 kW) | mehrere Wochen | 28 Volt Batteriespannung                       |
| Galileo         | Satellit (Navigation)     | Solarzellen + Akkumulatoren                     | 1,5 kW                                                | > 10 Jahre     |                                                |
| Astra 1G        | Satellit (Kommunikation)  | Solarzellen + Akkumulatoren                     | 6,6 kW                                                | > 10 Jahre     |                                                |
| Astra 4A        | Satellit (Kommunikation)  | Solarzellen + Akkumulatoren                     | 8,1 kW                                                | > 10 Jahre     |                                                |
| Astra 1L        | Satellit (Kommunikation)  | Solarzellen + Akkumulatoren                     | 13 kW                                                 | > 10 Jahre     |                                                |
| Meteosat-4      | Satellit (Wetter)         | Solarzellen + Akkumulatoren                     | 0,4 kW                                                | 5 Jahre        |                                                |
| SPOT-1          | Satellit (Erdbeobachtung) | Solarzellen + Akkumulatoren                     | 1,1 kW                                                | 3 Jahre        |                                                |
| Cassini-Huygens | Satellit (Forschung)      | RTG                                             | 0,88 kW (0,3 kW elektrisch)                           | > 8 Jahre      | geregeltes 30 V DC System                      |
| Voyager 1       | Satellit (Forschung)      | RTG                                             | 0,47 kW                                               | > 12 Jahre     | geregeltes 30 V DC System                      |
| ISS             | Raumstation               | Solarzellen + Akkumulatoren                     | 120 kW                                                | > 12 Jahre     | 160 Volt primär, 124 Volt und 28 Volt sekundär |